# Diocesi di Petra di Egitto
La diocesi di Petra di Egitto (in latino: Dioecesis Petrensis in Aegypto) è una sede soppressa e sede titolare della Chiesa cattolica.

## Storia
Petra di Egitto, identificabile con Hagar-En-Nauatiyeh, è un'antica sede episcopale della provincia romana dell'Egitto Primo nella diocesi civile d'Egitto, ed era suffraganea del patriarcato di Alessandria.
La sede non è menzionata nell'Oriens Christianus di Michel Le Quien, e nessuno dei suoi vescovi è tramandato dalle fonti antiche.
Dal 1933 Petra di Egitto è annoverata tra le sedi vescovili titolari della Chiesa cattolica; finora la sede non è mai stata assegnata.